# چنقرالوی یکان
چنقرالوی یکان، روستایی است از توابع بخش مرکزی شهرستان ارومیه و در شهرستان ارومیه استان آذربایجان غربی ایران.این روستا در دهستان نازلوی جنوبی قرار داشته و بر اساس سرشماری سال ۱۳۸۵ جمعیت آن برابر با ۱۴۰۳ نفر (۴۲۸ خانوار) بوده‌است .مردم این روستا به زبان ترکی آذری تکلم می‌کنند و بین ساکنان روستاهای ارومیه از لهجه خاصی برخوردارند. مردم این روستا دارای روحیه جنگاوری و شجاعت هستند که این امر باعث شهرت این روستا در استان آذربایجان غربی شده‌است. تپه باستانی «ساری تپه» نیز در این روستا قرار دارد که به دلیل عدم نظارت کافی آثار نهان در دل این تپه از سوی غارتگران میراث به غارت برده شده‌است که در حال حاضر در این تپه آثار ده‌ها حفاری غیرمجاز مشاهده می‌شود. طبق روایتی مردم این روستا از ۱۵۰۰ سال قبل از شهرستان شاهین دژ به این منطقه آمده‌اند ولی روایت دیگری حاکی از آن دارد که مردم این روستا از نواحی ترکستان چین به این نواحی کوچ کرده‌اند که شاید به همین دلیل نام این روستا شباهت زیادی با کلمات و نام‌های چینی دارد؛ و حتی افراد و خانواده‌هایی نیز در این روستا وجود دارند که شباهت زیادی به ساکنان ترکستان چین دارند و گاهی نام دختران خود را «چینی» به معنی اهل یا ساکن چین می‌نامند. البته وجه تسمیه دیگیری نیز وجود دارد که شاید این تعریف معقول تر به نظر می‌رسد و آن اینکه، در زبان ترکی کلمه چانقار به معنی‌های و هوی و سر و صدا است که احتمالاً نام روستا از ترکیب چانقارا+لی تشکیل شده به بعداً به چنقرالو تغییر لفظ داده شده‌است و با توجه به اینکه مردم روستا به شجاعت و بی باکی شهره هستند این معنی یعنی مردمانی که سر و صدای زیادی دارند منطقی تر بنطر می‌رسد.چنقارالوی یکان از بزرگترین روستا های استان آذربایجان غربی است . اهالی این روستا نسبت به هم ولایتی های خود بسیار بخیل هستند اما نسبت به سایرین مهمان نوازند.

## جمعیت
این روستا در دهستان نازلوی جنوبی قرار داشته و بر اساس سرشماری سال ۱۳۸۵ جمعیت آن برابر با ۱۴۰۳ نفر (۴۲۸ خانوار) بوده‌است.